# Oswald Kanzler

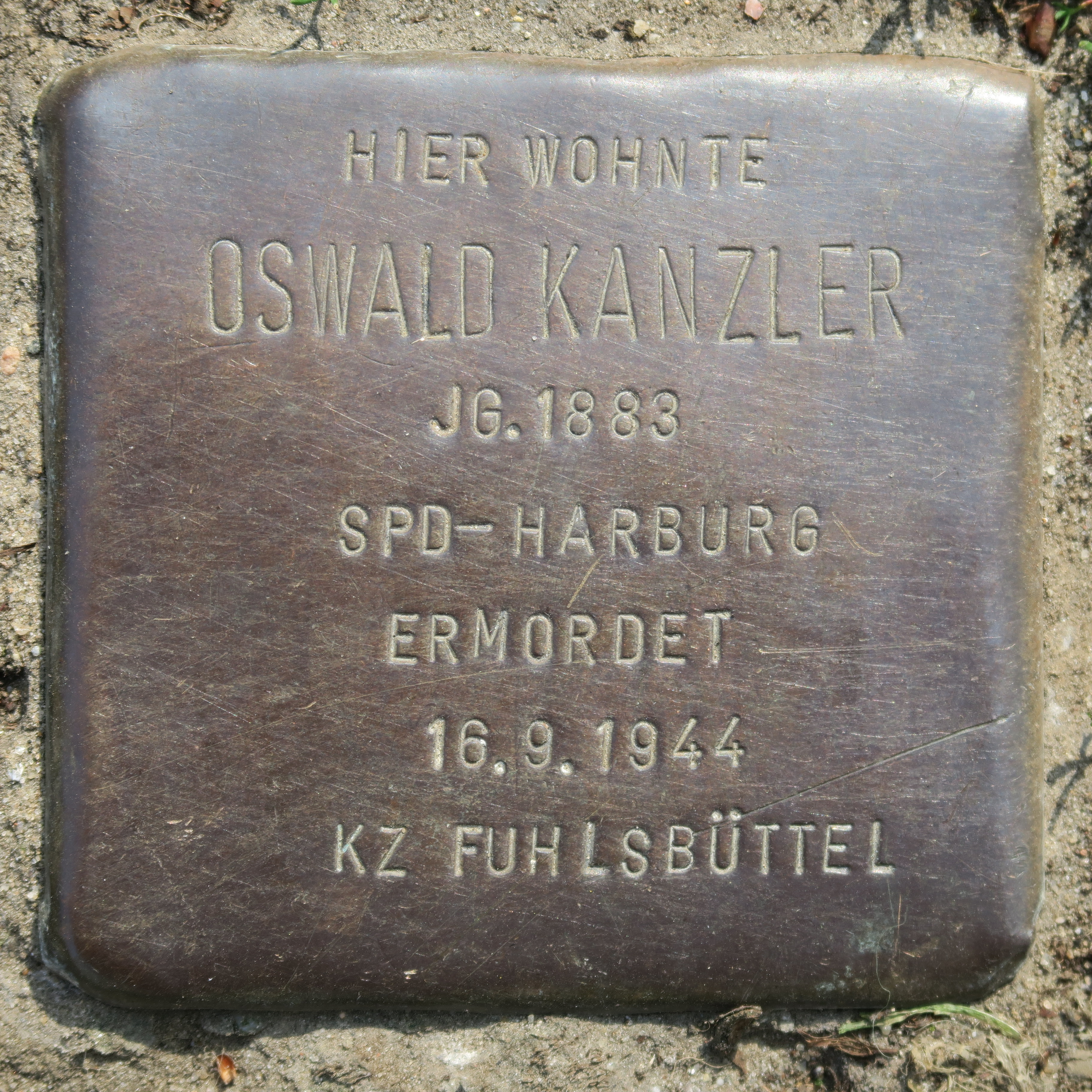
Stolperstein für Oswald Kanzler in der Hoppenstedtstraße in Hamburg-Eißendorf

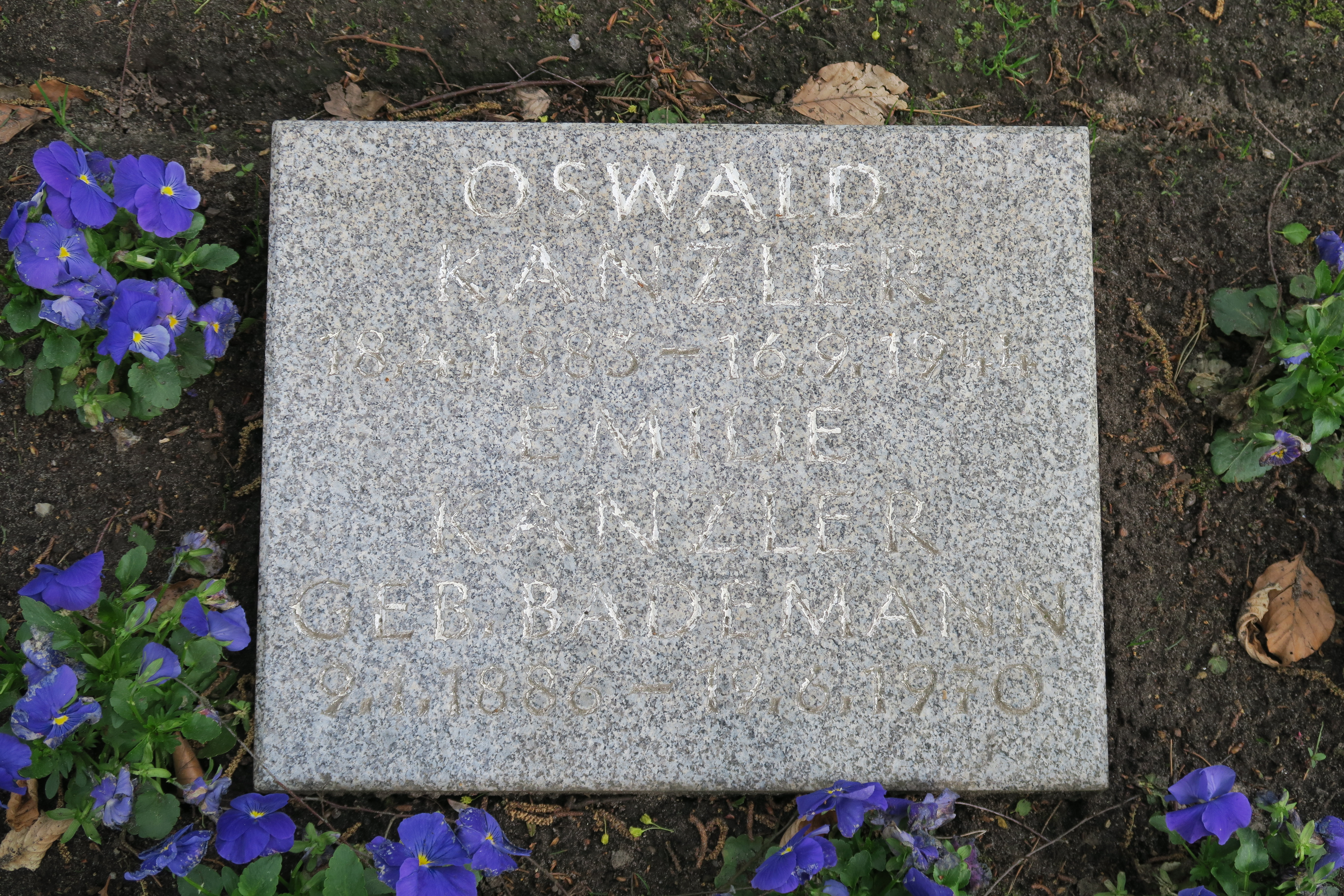
Grabstein von Oswald Kanzler und seiner Frau auf dem Ehrenfeld der Geschwister-Scholl-Stiftung des Hamburger Friedhofs in Ohlsdorf

Oswald Kanzler (* 18. April 1883 in Orlishausen; † 16. September 1944 in Hamburg) war ein deutscher Kommunalpolitiker und Parteifunktionär der SPD. Kanzler war Mitglied in der Harburger Bürgerschaft, von 1929 bis 1933 im Provinziallandtag der Provinz Hannover und von 1930 bis 1933 im Preußischen Staatsrat.

## Leben
Kanzler besuchte die Volksschule in Orlishausen und Gorsleben und erlernte das Formerhandwerk. Nach Abschluss seiner Ausbildung ging er auf Wanderschaft. Von 1904 bis 1906 Absolvierte er seinen Wehrdienst und arbeitete danach als Former in der Maschinenfabrik Georg Niemeyer in Bostelbek. Am Ersten Weltkrieg nahm Kanzler als Soldat teil und wurde nach dem Ende des Krieges Betriebsratsvorsitzender bei Niemeyer.
Seit 1924 war Kanzler Mitglied des Bürgervorsteherkollegiums und der Bürgerschaft in Harburg. Noch im gleichen Jahr wurde er hauptamtlicher Parteisekretär der SPD in Harburg-Wilhelmsburg, ein Amt, das er bis zum Verbot der Partei im Juni 1933 ausübte. 1929 bis 1933 war er Abgeordneter im Provinziallandtag von Hannover und als solcher von Januar 1930 bis Ende Juni 1933 Mitglied im Preußischen Staatsrat. Nach der Machtübernahme durch die Nationalsozialisten und dem Verbot der SPD ab Juni 1933 wurde Oswald Kanzler zunächst arbeitslos, später erhielt er eine Anstellung als Vertreter bei einer Versicherung. Ende Juni kam er für einen Tag in Schutzhaft im Harburger Gerichtsgefängnis. Einen Monat später wurde Kanzler erneut festgenommen und diesmal einige Wochen inhaftiert. Danach überwachte ihn die Gestapo als führenden Politiker der Harburger SPD.
Nach dem Attentatsversuch auf Hitler am 20. Juli 1944, wurde im August 1944 im gesamten Reichsgebiet die Aktion Gitter durchgeführt, bei der es zu Massenverhaftungen gegen frühere Kommunalpolitiker und Abgeordnete liberaler, linker und bürgerlicher Parteien kam. Unter den Verhafteten befand sich Oswald Kanzler, er wurde am 22. August 1944 festgenommen und kam ins Gestapogefängnis Fuhlsbüttel. Kanzler war schwer herzkrank und benötigte Medikamente, die ihm aber nicht verabreicht wurden. Wenige Wochen später, am 16. September 1944, starb Oswald Kanzler 61-jährig an den Folgen des Medikamentenentzugs. Ihm zu Ehren wurde 1988 in Hamburg-Wilstorf eine Straße, der Oswald-Kanzler-Weg, benannt. Sein Name erscheint auch auf der 2007 eingeweihten Gedenktafel Die Opfer des Nationalsozialismus unter den Parlamentariern aus niedersächsischen Gebieten in der Wandelhalle des Leineschlosses in Hannover. Im Hamburger Stadtteil Eißendorf verlegte man für Oswald Kanzler in der Hoppenstedtstraße 53 einen Stolperstein (siehe auch: Liste der Stolpersteine in Hamburg-Eißendorf).
Seine Tochter Gertrud aus der Ehe mit Emilie Bademann beteiligte sich in Altona aktiv am kommunistischen Widerstand gegen den Nationalsozialismus. Sie wurde 1936 zu vier Jahren Zuchthaus verurteilt. Gertrud Kanzler heiratete das KPD-Mitglied Otto Nehring und saß nach 1945 für die KPD, zeitweise als Fraktionsvorsitzende, im Harburger Bezirksausschuss. Oswald Kanzler wurde zusammen mit seiner Frau auf dem Ehrenfeld der Geschwister-Scholl-Stiftung des Hamburger Friedhofs in  Ohlsdorf bestattet.